# 切洛努普的狐狸
切洛努普的狐狸（日語：チロヌップのきつね）是日本兒童文學作家高橋宏幸於1972年完成的繪本作品，並於1987年被製作成動畫電影。內容主要描述日本北方的虛構島嶼─切洛努普島（チロヌップ，愛奴語中為狐狸之意）上，狐狸們原先和島上的居民過著平靜的生活，然而爆發的战争和獵捕者打破了这一切。作品描述著狐狸與大自然搏鬥，並與人類之間互動的故事。

## 電影劇情
故事發生在日本北部一個名為切洛努普島的虛構島嶼上。在春天狐狸櫻花（原著中的虛構花朵）盛開的時候，兩隻小狐狸出生了。父親肯（ケン）和母親欽（チン）給男孩取名為康（カン），給女孩取名為可羅（コロ）。每年的這個時候，都會有一對老漁夫夫婦來採海帶。在一尊地藏面前，他們遇到了與父母走散的可羅，之後他們將可羅帶回家撫養，在可羅身上掛了一個鈴鐺項圈，然後像愛自己的孩子一樣愛著她。有一天，老夫婦偶然在外頭遇到了可羅的父母，儘管不捨，但還是決定讓可羅回到家人身邊。
到了秋天，戰爭爆發了，且一天比一天激烈，士兵們紛紛來到島上。因為士兵們需要狐狸毛保暖，康和肯不幸被槍殺。可羅也落入了士兵們設下的圈套，無法動彈，欽只好使出渾身解數設法把食物送到可羅身邊。終於到了冬天，開始下雪了。欽逐漸行走困難，再也不能攜帶食物，大雪落在互相擁抱的狐狸母女上。之後春天到來，戰爭也結束了。回到切洛努普島的老夫婦沒有再看到狐狸的身影，不過發現島上兩簇一大一小的狐狸櫻花盛開著，就像一對母子狐狸依偎在一起。之後他們在花叢中發現了可羅遺留的鈴鐺項圈，確認了可羅已經死亡，老婦人把鈴鐺拾起擁抱了許久，並為逝去的狐狸家庭祝福著。

### 角色
- 角色名稱均為暫譯

| 角色         | 日語配音   | 簡介                     |
| ------------ | ---------- | ------------------------ |
| 欽 (チン)    | 音無美紀子 | 狐狸媽媽                 |
| 肯 (ケン)    | 佐佐木勉   | 狐狸爸爸                 |
| 可羅 (コロ)  | 安達忍     | 雌性小狐狸，欽和肯的女兒 |
| 康 (カン)    | 石川寬美   | 雄性小狐狸，欽和肯的兒子 |
| 老漁夫       | 槐柳二     | 島上居民                 |
| 老漁夫的妻子 | 京田尚子   | 島上居民                 |

### 主題歌
- “故鄉の色”
- “ふたり手をとり”
- “みんなおやすみ”

作詞•作曲：後藤悅治郎
編曲：松田晃
演唱：紙ふうせん

## 外部連結
- 互联网电影数据库（IMDb）上《切洛努普的狐狸》的资料（英文）
- The Fox of Chironup on pelleas.net （页面存档备份，存于） （英文）